# Guanajibo (Hormigueros)
Guanajibo es un barrio ubicado en el municipio de Hormigueros en el estado libre asociado de Puerto Rico. En el Censo de 2010 tenía una población de 5959 habitantes y una densidad poblacional de 988,73 personas por km².

## Geografía
Guanajibo se encuentra ubicado en las coordenadas 18°8′47″N 67°8′13″O / 18.14639, -67.13694. Según la Oficina del Censo de los Estados Unidos, Guanajibo tiene una superficie total de 6.03 km², que corresponden a tierra firme.

## Demografía
Según el censo de 2010, había 5959 personas residiendo en Guanajibo. La densidad de población era de 988,73 hab./km². De los 5959 habitantes, Guanajibo estaba compuesto por el 81.41% blancos, el 8.58% eran afroamericanos, el 0.47% eran amerindios, el 0.15% eran asiáticos, el 7.48% eran de otras razas y el 1.91% pertenecían a dos o más razas. Del total de la población el 99.46% eran hispanos o latinos de cualquier raza.